# Isiolo
Isiolo este un oraș din Kenya.